# Avenue Dode-de-la-Brunerie
Pour les articles homonymes, voir Brunerie.
L'avenue Dode-de-la-Brunerie est une voie située dans le quartier d'Auteuil du 16e arrondissement de Paris en France.

## Situation et accès
L'avenue Dode-de-la-Brunerie est une voie située dans le 16e arrondissement de Paris. Elle débute au 6, avenue Marcel-Doret et se termine au 104, avenue Georges-Lafont.

## Origine du nom

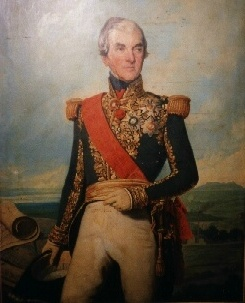
Le maréchal Guillaume Dode de la Brunerie.

La voie porte le nom du général du Premier Empire et maréchal de France Guillaume Dode de la Brunerie (1775-1851).

## Historique
L'avenue a été ouverte et a pris sa dénomination actuelle en 1932, à la limite du bastion no 66 de l'enceinte de Thiers, sur l'ancien territoire de Boulogne-Billancourt, annexé à Paris par décret du 3 avril 1925.

## Bâtiments remarquables et lieux de mémoire
- Au no 20, l'immeuble d'angle de l'avenue, construit en 1934, est l'œuvre de l'architecte français Ali Tur (1889-1977)[1].

Immeuble du no 20, datant de 1934.